# Pelotretis
Pelotretis is een monotypisch geslacht van straalvinnige vissen uit de familie van schollen (Pleuronectidae).

## Soort
- Pelotretis flavilatus